# Cocktailkleid

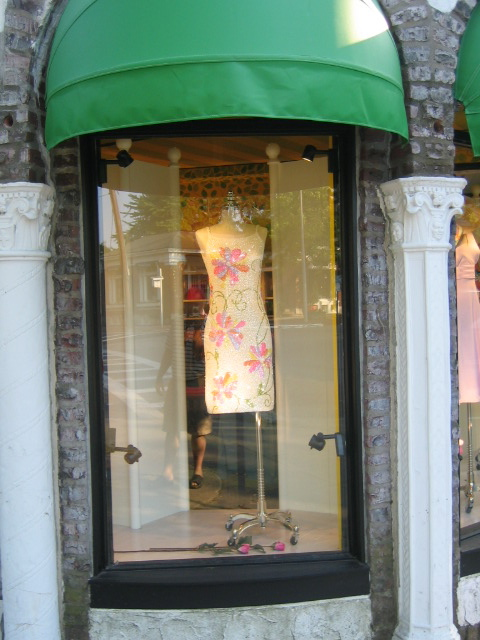
Cocktailkleid in einem Schaufenster in Southampton 2007

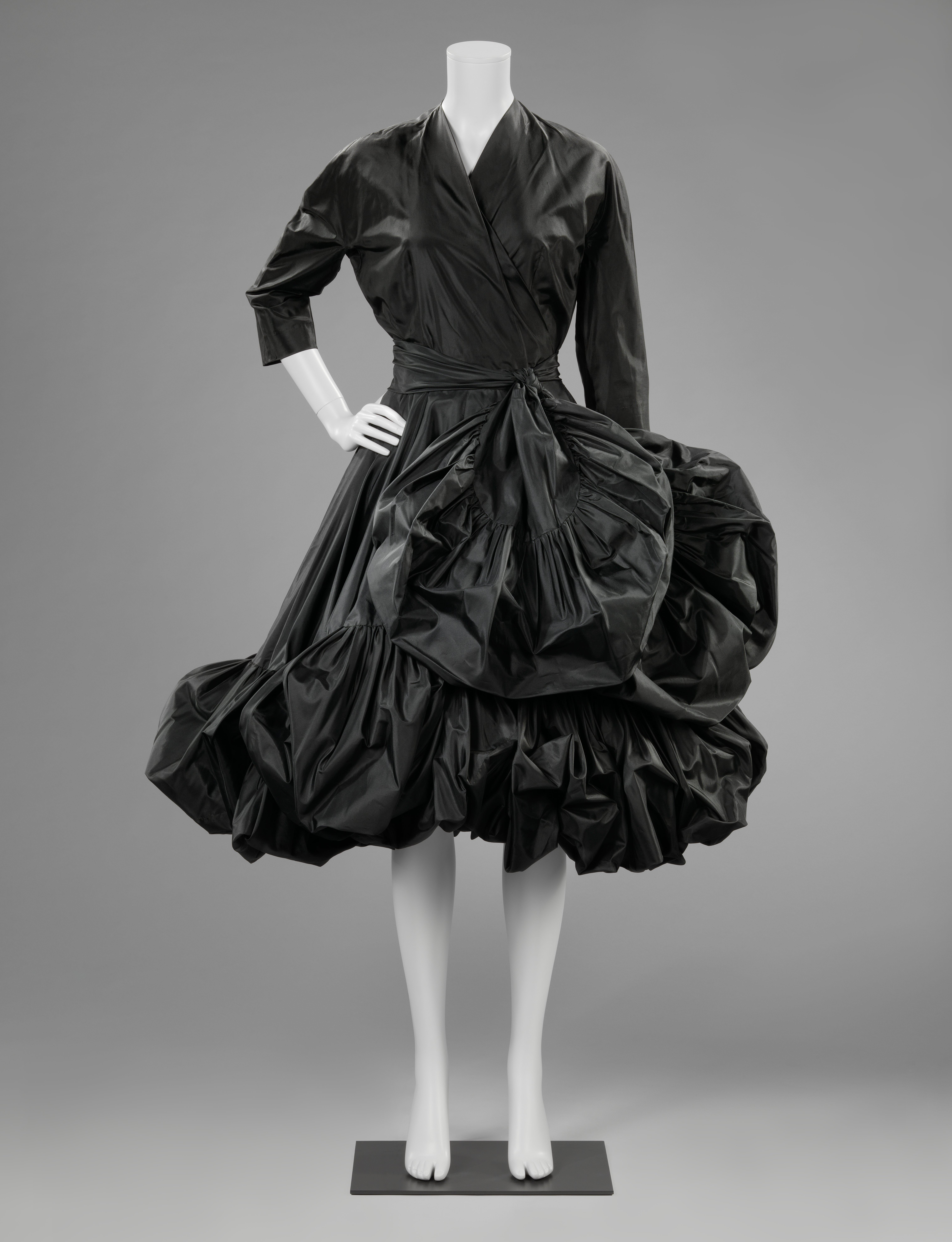
Cocktailkleid von Balenciaga, 1951

Ein Cocktailkleid ist weniger aufwendig als ein Abendkleid, jedoch festlicher und femininer als die Tageskleidung.
Seinen Namen verdankt das Cocktailkleid (franz. robe de cocktail) Christian Dior Ende der 1940er für ein elegantes Kleid, das am frühen Abend getragen wird, zur Stunde des Cocktails oder Apéritifs. Der Duden definiert es als ein „Kleid für kleinere, festliche Anlässe“, wie beispielsweise „zwanglose Empfänge oder Cocktailparties“. Es reicht bis maximal zu den Waden und besitzt manchmal ein dezentes Dekolleté. Insgesamt ist es körpernah geschnitten. Es kann mit einem kurzen Jäckchen kombiniert werden. Ein Klassiker ist das „Kleine Schwarze“.